# USS Ranger (CVA-61)
USS Ranger (CV/CVA-61) é um porta-aviões da Classe Forrestal que serviu à Marinha estadunidense entre agosto de 1957 e julho de 1993. O navio foi condecorado com 13 estrelas de serviço por relevantes serviços prestados durante a Guerra do Vietnam.
O USS Ranger foi o primeiro porta-aviões a ter o seu convés construído em ângulo.

## Rebocamento final e desmanche
Em 2014 a Marinha estadunidense vendeu USS Ranger no valor de $0.01 para uma companhia desmontador de navios. Foi rebocado naquele ano de Bremerton, Oregon, até Brownsville, Texas, para desmanche. Grande demais para passar pelo Canal do Panama (foi antes da expansão do canal), foi rebocado em torno da América do Sul. Em abril daquele ano foi visto ancorado cerca de Ciudad de Panamá, durante este rebocamento. Já que Presidente Obama estava por chegar na cidade naquela semana para atender a 7.ª Cúpula das Américas, foi especulado que este navio tinha chegado para dar segurança para ele, uma especulação que chegou a ser impressa na média local. Chegou em Brownsville, Texas, no dia 12 de júlio naquele ano, onde foi desmontado.

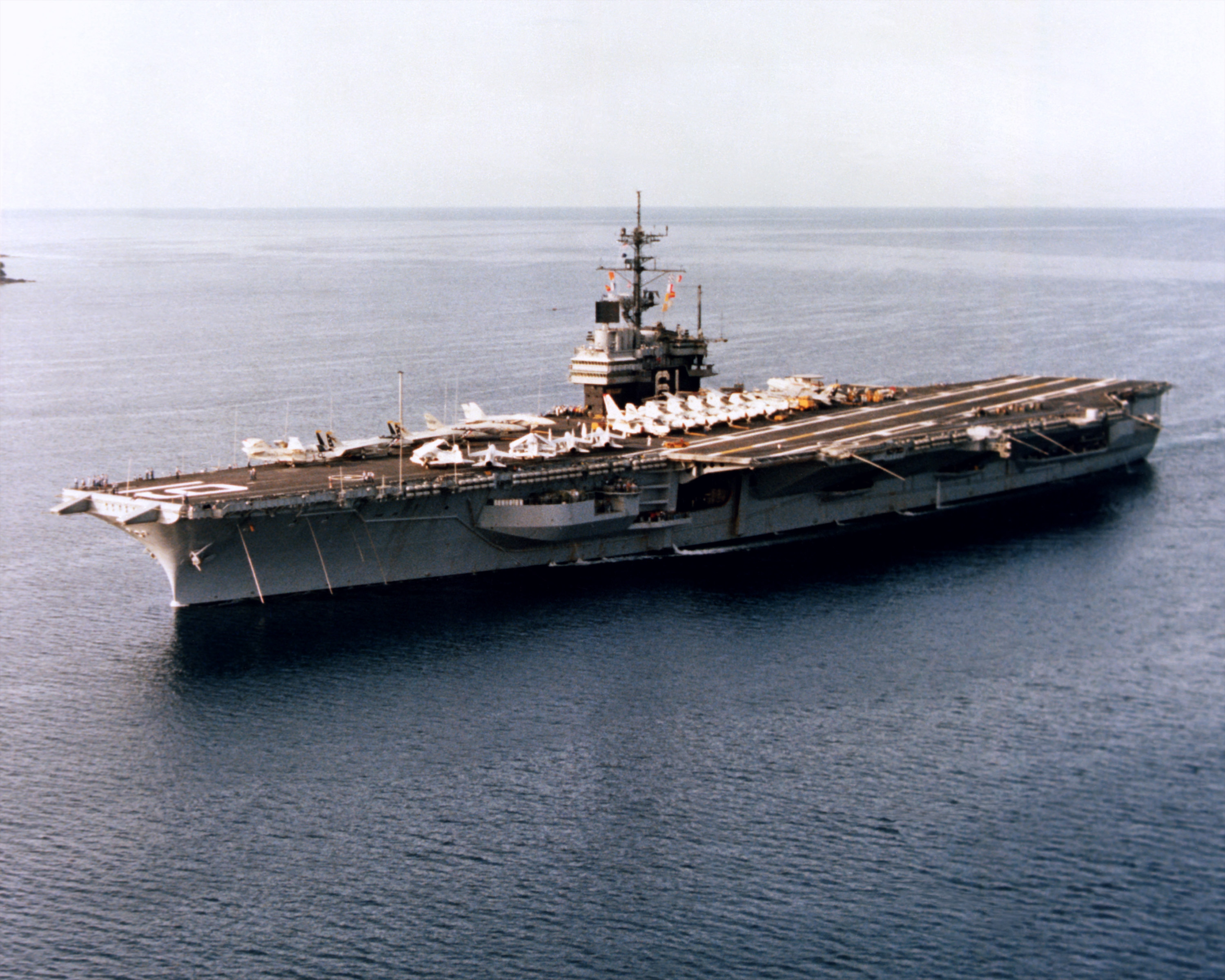
USS Ranger (CVA-61) (1983).
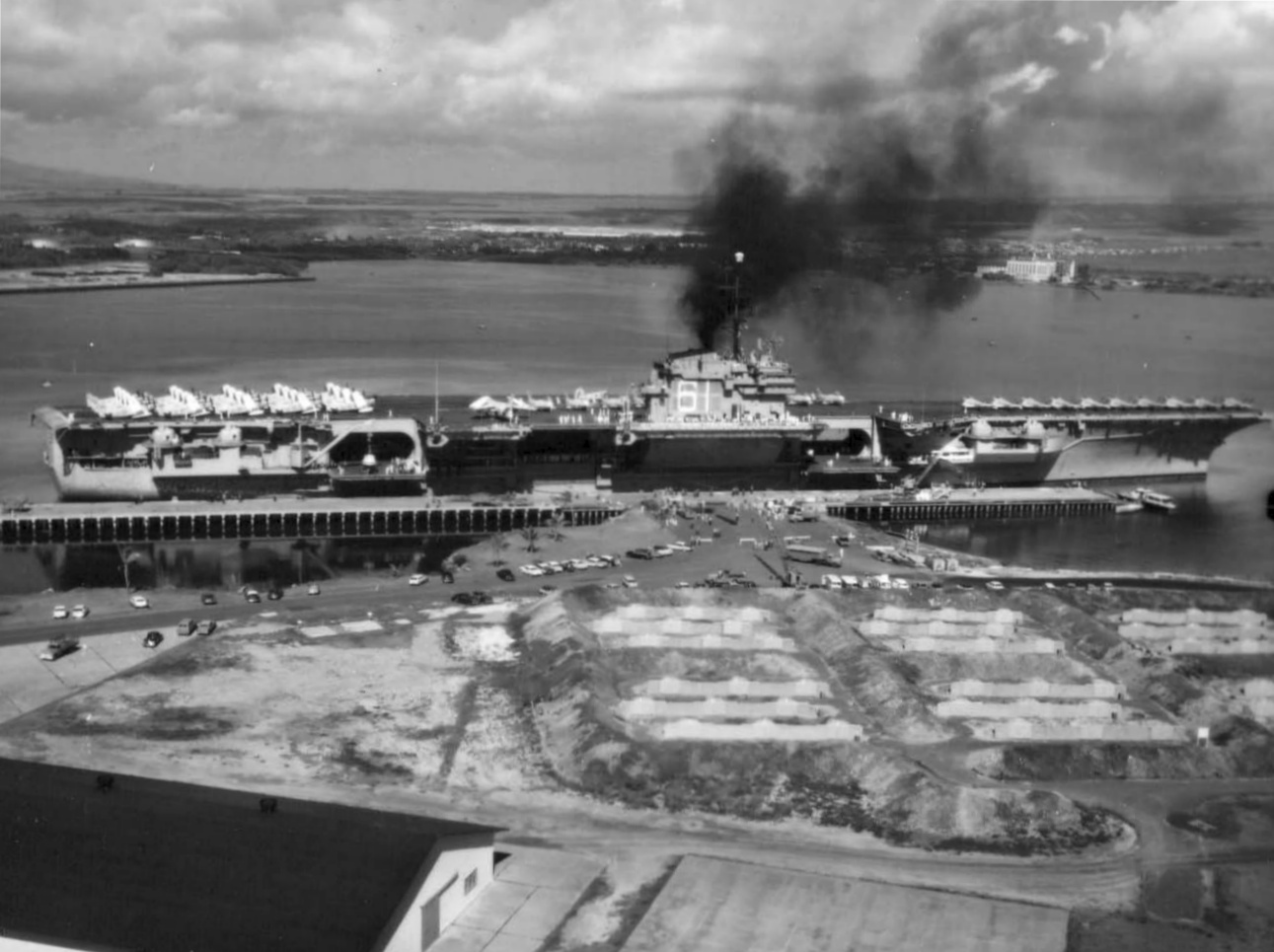
Ranger em Pearl Harbor em 1959.
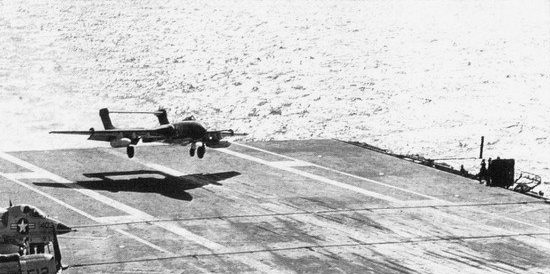
Um caça Sea Vixen aterrissando no Ranger em janeiro de 1963.
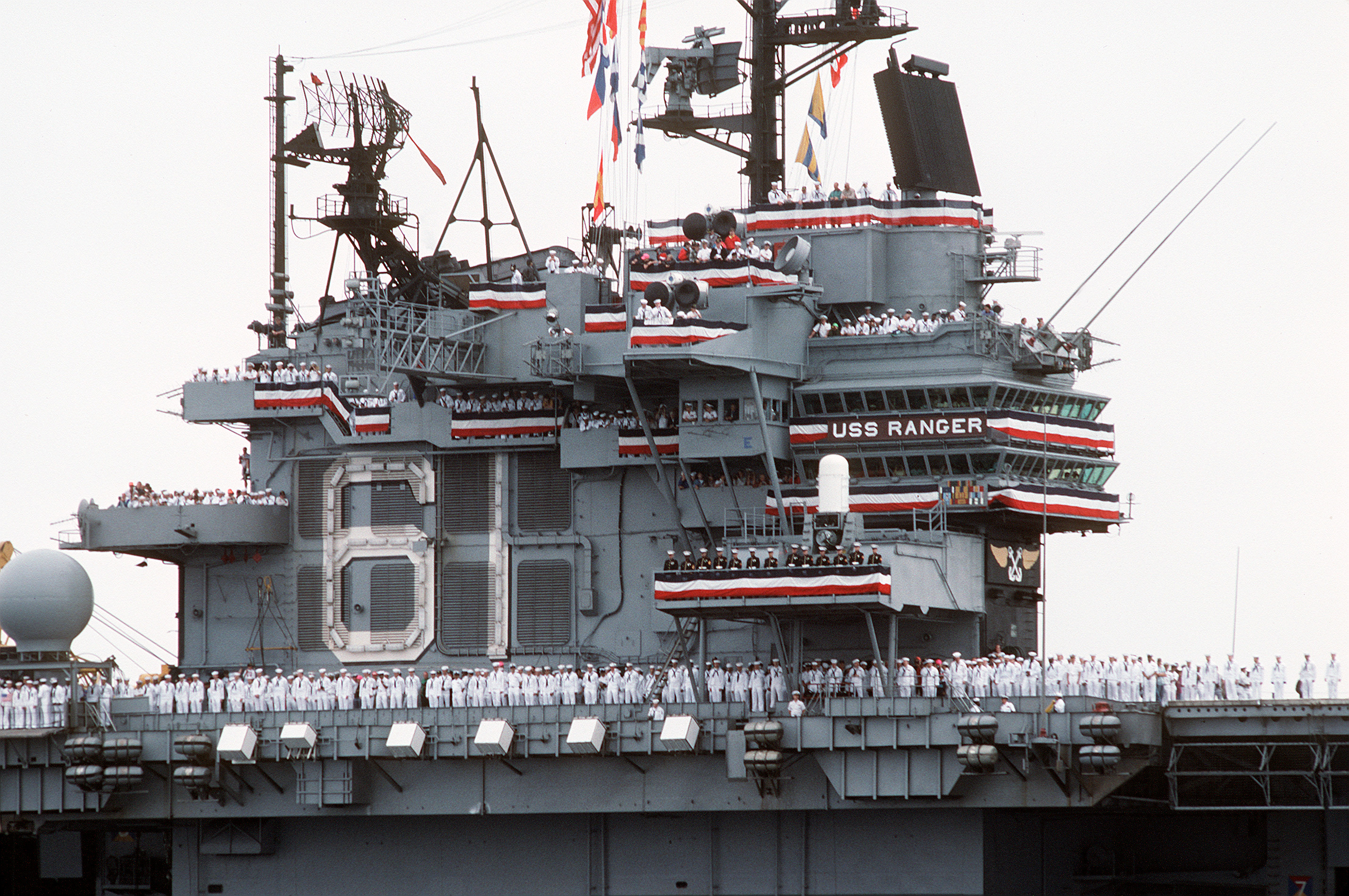
Torre da ponte de comando do Ranger com o número da nave, fotografado após retornar da Operação Tempestade no Deserto.

## Honrarias e condecorações
| Nomenclatura e barretas das honrarias e condecorações | Nomenclatura e barretas das honrarias e condecorações | Nomenclatura e barretas das honrarias e condecorações |
| Joint Meritorious Unit Award                          | \|                                                    | Navy Unit Commendation com duas estrelas de serviço   |
| ----------------------------------------------------- | ----------------------------------------------------- | ----------------------------------------------------- |
| \|                                                    |                                                       |                                                       |

| Meritorious Unit Commendation com quatro estrelas de serviço    | Navy E Ribbon com duas insígnias "E" de eficiência de batalha | Navy Expeditionary Medal                                  |
| --------------------------------------------------------------- | ------------------------------------------------------------- | --------------------------------------------------------- |
| Bronze star · Bronze star · Bronze star · Bronze star           |                                                               |                                                           |
| National Defense Service Medal com uma estrela de serviço       | Armed Forces Expeditionary Medal com sete estrelas de serviço | Vietnam Service Medal com dez estrelas de serviço         |
| Bronze star                                                     | Silver star · Bronze star · Bronze star                       | Silver star · Silver star                                 |
| Southwest Asia Service Medal                                    | Humanitarian Service Medal com uma estrela de serviço         | Sea Service Deployment Ribbon com dez estrelas de serviço |
|                                                                 | Bronze star                                                   | Silver star · Silver star                                 |
| Republic of Vietnam Meritorious Unit Citation (Gallantry Cross) | Republic of Vietnam Campaign Medal                            | Kuwait Liberation Medal (Saudi Arabia)                    |
|                                                                 |                                                               |                                                           |

## Outros navios com o nome deRanger
Este foi o sétimo navio de guerra norte-americano a receber este nome, os demais foram:
- USS Ranger (1777), navio tipo saveiro com 18 canhões, capturado pelos britânicos e renomeado HMS Halifax.
- USS Ranger (1814), escuna com 18 canhões.
- USS Ranger (1876) foi um navio de casco de aço com quatro armas, encomendados em 1876, convertido em um navio-escola em 1908, e descomissionado em 1940.
- USS Ranger (SP-237), foi um iate de aço encomendado em 1917.
- USS Ranger (SP-369), era um caça-minas construído em 1882 e comissionado em 1918, e utilizado em defesa costeira até 1919.
- USS Ranger (CV-4) foi o primeiro navio da Marinha dos Estados Unidos  originalmente projetado para ser um porta-aviões, foi encomendado em 1934, operou no Atlântico durante a Segunda Guerra Mundial, e foi vendido para desmonte em 1947.